# Marçà
Marçà (spanisch Marsá) ist eine Gemeinde im Süden Kataloniens mit 598 Einwohnern (Stand: 2024) und liegt in der Provinz Tarragona und der Comarca Priorat. Neben dem namensgebenden Hauptort Marçà gehören die Ortschaften Les Comes und El Verinxell.

## Lage
Marçà liegt etwa 29 Kilometer westlich von Tarragona in einer Höhe von ca. 325 m. 

## Bevölkerungsentwicklung
| Jahr      | 1970 | 1981 | 1991 | 2001 | 2011 | 2021 |
| Einwohner | 723  | 637  | 574  | 603  | 638  | 612  |

## Sehenswürdigkeiten

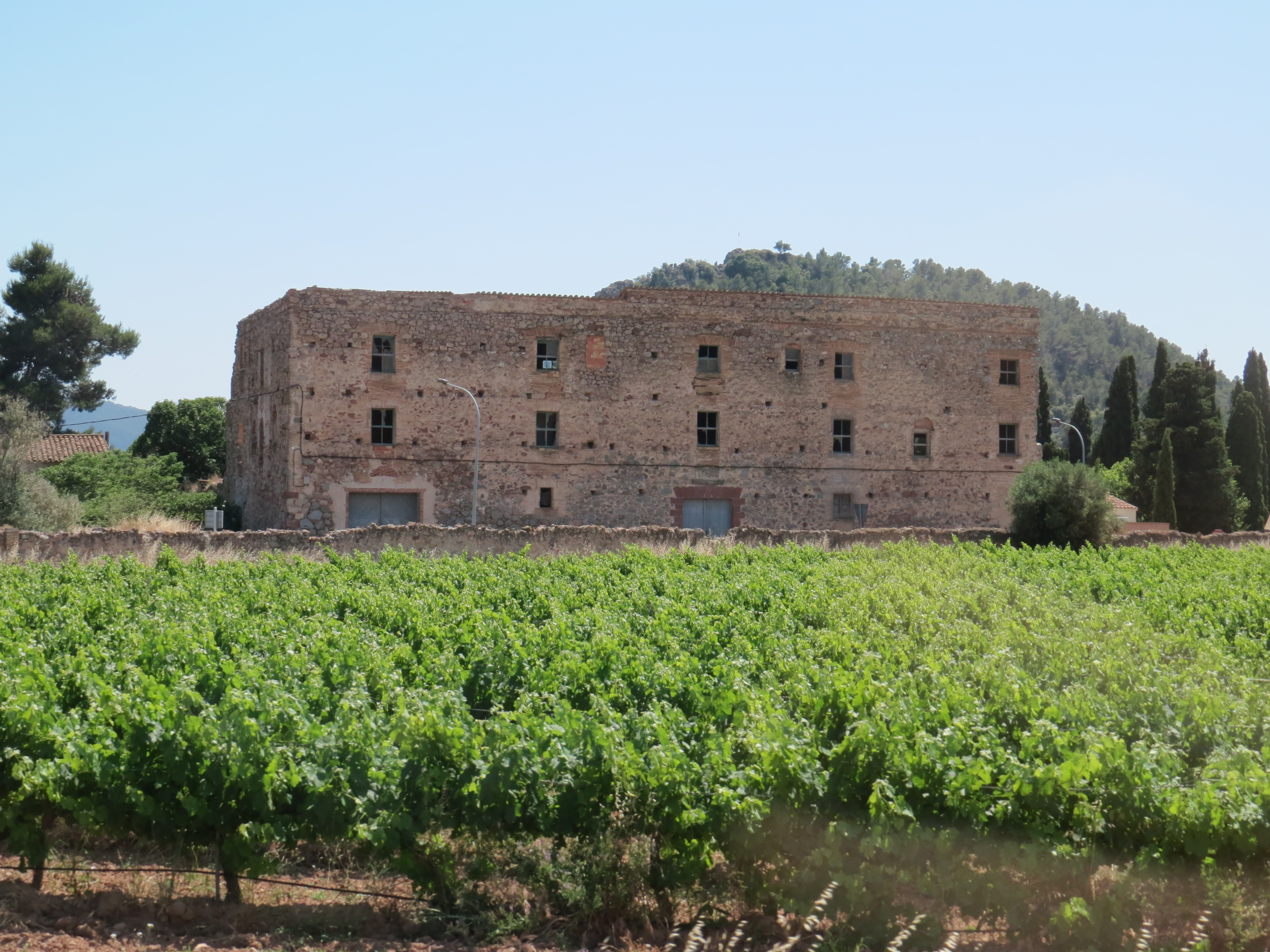
Konvent
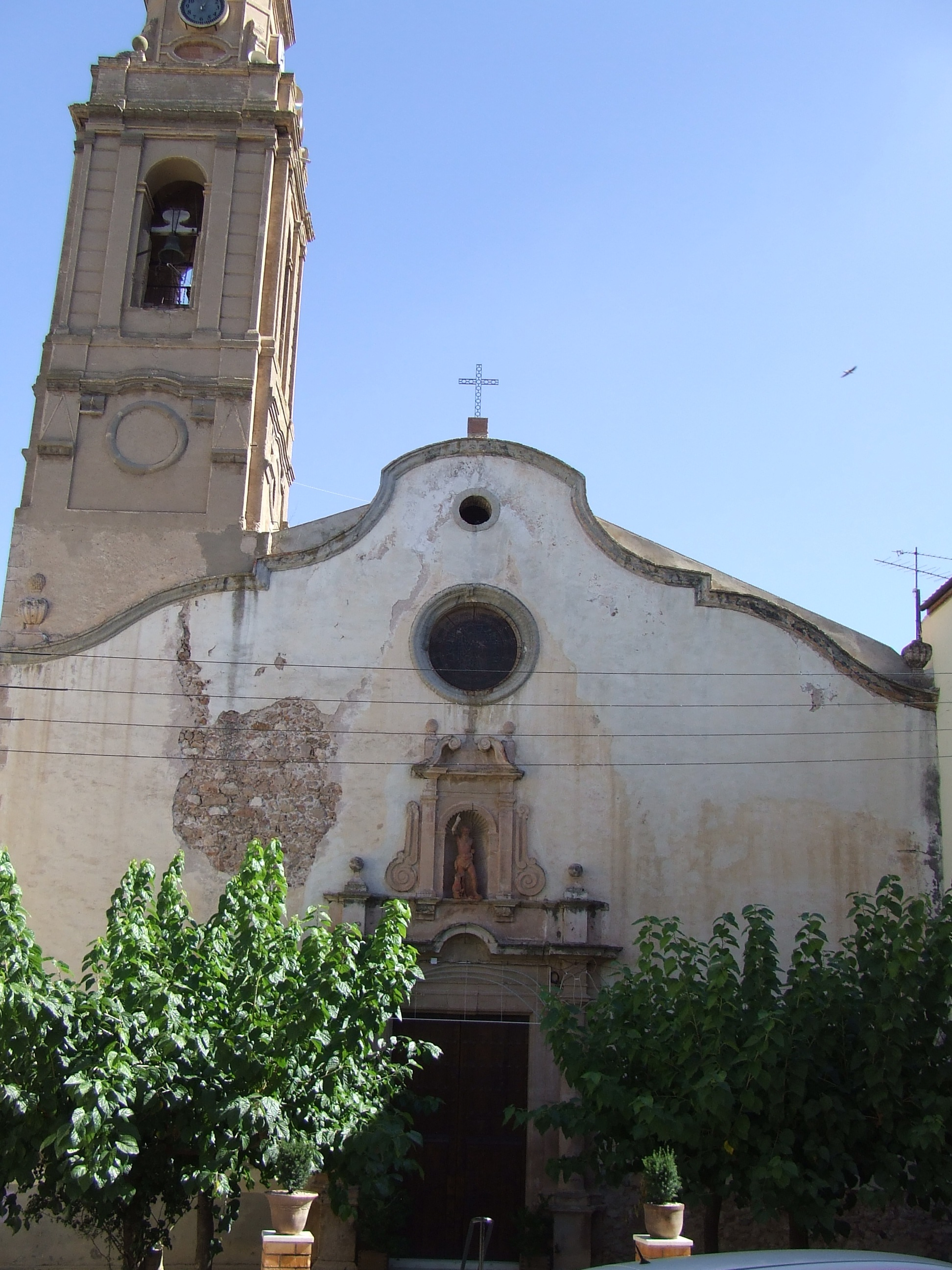
Marienkirche

- Konvent
- Marienkirche